# Wiktoryn z Podiebradów (1443–1500)
Wiktoryn z Podiebradów (ur. 29 maja 1443 w Cieszynie, zm. 30 sierpnia 1500 w Cieszynie) – hrabia kłodzki w latach 1459–1485 razem z bratem Henrykiem, nad częścią księstwa opawskiego w latach 1465–1472, nad całością Opawszczyzny w latach 1472–1485. W 1485 r. wymiana posiadłości na część Słowenii, w 1487 r. usunięty.

## Życiorys
Wiktoryn z Podiebradów był drugim pod względem starszeństwa synem króla czeskiego Jerzego z Podiebradów i Kunegundy ze Šternberka. Od najmłodszych lat Wiktoryn był wiernym wykonawcą polityki ojca, który jednak, nie widząc szans na przekazanie korony czeskiej potomstwu, starał się im zrekompensować to nadaniami na Śląsku.
W 1459 r., gdy równocześnie Jerzy z Podiebradów otrzymywał od cesarza Fryderyka III nadanie Czech, Wiktoryn otrzymał – wraz z braćmi – tytuł księcia Rzeszy oraz, już samodzielnie, godność hrabiego Kłodzka. Stało się to pomimo oficjalnego przyznawania się Podiebradowiczów do wyznania husyckiego. Tytuł księcia Rzeszy potwierdzony został jeszcze w 1462 r., kiedy to Wiktoryn zasłużył się cesarzowi tłumieniem buntu, który wybuchł w Austrii.
16 grudnia 1465 r. książę otrzymał od ojca dodatkowo 1/3 księstwa opawskiego. Świetną karierę polityczną Wiktoryna przerwał konflikt zbrojny z królem Maciejem Korwinem i dostanie się w 1469 r. do niewoli węgierskiej, w której przebywał aż do 1471 r. Zobowiązał się wtedy do przejścia na wiarę katolicką, czego dokonał zresztą dopiero rok później na skutek nacisków nowego suwerena Władysława Jagiellończyka. Zmiana wiary została wynagrodzona otrzymaniem całości Opawszczyzny oraz Kolína.
W następnych latach książę, nie chcąc ryzykować utraty władzy w toczonym konflikcie między Korwinem a Jagiellonami, zdecydował opowiedzieć się po stronie tego pierwszego, udzielając mu pomocy zbrojnej na Śląsku.
Nie na wiele się to jednak zdało, gdyż rządy Wiktoryna z Podiebradów nad księstwami – opawskim i hrabstwem kłodzkim trwały do 12 maja 1485 r., kiedy to Maciej Korwin, pod groźbą użycia siły, wymógł na synu króla czeskiego rezygnację z nich, w zamian za dobra położone w Słowenii (z księstw tych uczynił podstawę władzy na Śląsku swojego nieślubnego syna Jana). Był to zresztą ze strony Korwina tymczasowy zabieg, gdyż już dwa lata później pozbawił on swojego wasala i tego lenna.
Kiedy w 1490 r. zmarł Maciej Korwin i Śląsk z Morawami odzyskał Władysław Jagiellończyk, wydawało się, że przed Wiktorynem pojawiła się szansa odzyskania posiadłości otrzymanych od ojca. Z nieznanych bliżej przyczyn król czeski odmówił jednak zwrotu księstw należących wcześniej do Wiktoryna.
Pozbawiony dziedzictwa Wiktoryn zmarł 30 września 1500 r. w Cieszynie. Pochowany zaś został w klasztorze braci mniejszych w Kłodzku.

## Rodzina i potomstwo
Wiktoryn był żonaty trzykrotnie: jego pierwszą żoną, od 1459 r., była Małgorzata z Pirkštejnu (zm. 1472), drugą, od 1474 r., Zofia, córka Bolesława II cieszyńskiego (zm. ok. 1479), wreszcie trzecią, poślubioną w 1480, Helena Małgorzata Paleolog (zm. 1496), jedyna córka markiza Montferratu Jana IV. Z małżeństw tych doczekał się dwóch synów: dyplomaty Bartłomieja (1478–1515) i Wawrzyńca (zm. 1503), oraz pięciu córek – były to: Joanna, wydana za mąż za Kazimierza II cieszyńskiego, Magdalena Eufemia (cysterka w Trzebnicy), Anna (zmarła jako dziecko) i Urszula (do 1529 r., gdy uciekła z klasztoru, zakonnica u magdalenek we Fryburgu Bryzgowijskim), oraz Apolonia (początkowo klaryska w Strzelinie, potem żona Erharda von Queis).